# Pokémon the Movie: I Choose You!
Pokémon the Movie: I Choose You! (Brasil: Pokémon: O Filme - Eu Escolho Você / Portugal: Pokémon O Filme - Escolho-te a Ti!) é o vigésimo filme da franquia Pokémon, lançado em 15 de julho de 2017, no Japão, 5 de novembro de 2017, no resto do mundo e em 15 de dezembro de 2018, em Portugal, pelo Biggs.

## Trama
Ash Ketchum é um garoto que vai ao professor Carvalho para escolher o seu Pokémon inicial e começar sua jornada como treinador de Pokémon. Inicialmente, seu Pikachu o aborrece, mas depois de ser salvo por um bando de Spearows, o Pokémon muda de ideia. Ash e seu Pikachu conhecem o lendário Pokémon Ho-Oh.Depois de ter conquistado algumas insígnias na região de Kanto, Ash tenta capturar Entei com a ajuda dos treinadores Vera e Sérgio, vindo respectivamente de Duefoglie e Rupepoli. O garoto mais tarde adquire um Charmander e descobre a localização de Ho-Oh. No decorrer da pesquisa do Arco-Íris Pokémon, os meninos se deparam com Suicune e Raikou.Chegando à montanha que hospeda Ho-Oh, Ash encontra o proprietário original de seu Charmander Cruz. Seu Lycanroc é, no entanto, possuído pelo lendário Marshadow e tenta matar seu treinador, mas o Charizard de Ash consegue salvá-lo. Mais tarde Ash e seu Pikachu lutam com Ho-Oh que vê a lendária vitória do Pokémon. Depois de trazer seu Pokémon elétrico para Centro Pokémon, Ash cumprimenta seus companheiros de viagem. Um deles pretende procurar o trio Articuno, Zapdos e Moltres, Vera rever sua mãe e Ash seguir jornada para se tornar o maior Mestre Pokémon de todos os tempos.

## Elenco
| Personagem                 | Voz original       | Voz inglesa         | Dublador (a)     | Dobrador (a)      |
| -------------------------- | ------------------ | ------------------- | ---------------- | ----------------- |
| Ash Ketchum                | Rica Matsumoto     | Sarah Natochenny    | Charles Emmanuel | Raquel Rosmaninho |
| Pikachu                    | Ikue Ōtani         | Kate Bristol        | Lhays Macêdo     | Vânia Pereira     |
| Jessie                     | Megumi Hayashibara | Michele Knotz       | Flávia Saddy     | Raquel Rosmaninho |
| James                      | Shinichiro Miki    | Carter Cathcart     | Thiago Fagundes  | Pedro Mendonça    |
| Enfermeira Joy             | Shoko Nakagawa     | Michele Knotz       | Luisa Palomanes  | Marisa Martins    |
| Meowth                     | Inuko Inuyama      | Carter Cathcart     | Sérgio Stern     | Mário Santos      |
| Makoto / Verity Vera       | Shiori Sato        | Suzy Myers          | Isabelle Cunha   | Isabel Carvalho   |
| Souji / Sorrel Sérgio      | Kanata Hongō       | David Oliver Nelson | Eduardo Drummond | Manuel Tur        |
| Cross / Cruz               | Ryōta Ōsaka        | Billy Bob Thompson  | Gustavo Nader    |                   |
| Prof. Oak / Prof. Carvalho | Unshō Ishizuka     | Carter Cathcart     | Júlio Chaves     | Ivo Bastos        |

## Histórico de lançamento
| País           | Data de lançamento                                  |
| -------------- | --------------------------------------------------- |
| Japão          | 6 de junho de 2017 (Japan Expo) 15 de julho de 2017 |
| Estados Unidos | 5 de novembro de 2017                               |
| Brasil         | 5 de novembro de 2017                               |
| Portugal       | 15 de dezembro de 2018                              |